# YAK Service
YAK Service (russisch Як Сервис) war eine russische Charterfluggesellschaft.

## Geschichte
YAK Service wurde am 12. Februar 1993 in Moskau als Tochterunternehmen des Flugzeugherstellers Jakowlew gegründet. Daneben besaß das Unternehmen Panatech Aviation Beteiligungen an der Gesellschaft, die ausschließlich Maschinen der Typen Jakowlew Jak-40 und Jakowlew Jak-42 betrieb. Zwischen Juli und November 2009 bestand eine Betriebsuntersagung für Flüge in die Europäische Union.
Überregionale Bekanntheit erfuhr das Unternehmen durch den Startunfall einer Jakowlew Jak-42 auf dem YAK-Service-Flug 9633, auf dem am 7. September 2011 fast die gesamte Mannschaft des Eishockeyclubs Lokomotive Jaroslawl ums Leben kam. Infolge des Unfalls stellte YAK Service ihren Flugbetrieb am 21. September 2011 ein.